# 5. арондисман Париза
5. арондисман, Panthéon, је један од 20 арондисмана француског града Париза.

## Географски положај
5. арондисман се налази на левој обали Сене. Граничи на западу са 6. арондисманом, на северу са 4. арондисманом, а на истоку са 13. арондисманом, на југу са 14. арондисманом. На супротној обали Сене граничи се 4. арондисманом. Са површином од 254 хектара је шести најмањи арондисман у Паризу.

## Четврти
Сваки арондисман у Паризу је подељен на четири кварта, који су везано за поделу на арондисмане, нумерисани бројевима од 1 до 80. Арондисман се дели на четири градске четврти:
- Quartier Saint-Victor (17.)
- Quartier du Jardin des Plantes (18.)
- Quartier du Val-de-Grâce (19.)
- Quartier de la Sorbonne (20.)

## Демографски подаци
| Годиан | Број становника | Густина (стан. по km2) |
| ------ | --------------- | ---------------------- |
| 1861   | 107.754         |                        |
| 1866   | 104.083         |                        |
| 1872   | 96.689          | 38.067                 |
| 1911   | 121.378         | 47 768                 |
| 1936   | 107.120         | 42.173                 |
| 1954   | 106.443         | 41.907                 |
| 1962   | 96.031          | 37.793                 |
| 1968   | 83.721          | 32.948                 |
| 1975   | 67.668          | 26.630                 |
| 1982   | 62.173          | 24.468                 |
| 1990   | 61.222          | 24.094                 |
| 1999   | 58.849          | 23.160                 |
| 2006   | 61.475          | 24.203                 |